# Яковлев, Владимир Георгиевич (учёный)
Владимир Георгиевич Яковлев (15 [28] июля 1915 — 1994, Бишкек) — советский учёный-животновод, академик АН Киргизской ССР (1974).

## Биография
В 1940 году окончил Киргизский государственный педагогический институт.
Участник Великой Отечественной войны.
При организации АН Киргизской ССР избран членом-корреспондентом (1954). Работал в Институте биохимии и физиологии АН Киргизской ССР, с 1964 года — директор Института.
И.о. Президента АН Киргизской ССР.